# Oskarshamn kernekraftværk
Oskarshamn kernekraftværk (Oskarshamns kärnkraftverk) er et kernekraftværk (atomkraftværk) i Simpevarp, beliggende i Oskarshamns kommune, Kalmar län cirka 25 kilometer nord for den smålandske by Oskarshamn, direkte ud til Kalmarsund ved Østersøen. Værkets tre reaktorer, Oskarshamn 1, 2 og 3, producerer mere end 10 procent af al elektricitet i Sverige. Den 6. februar 1972 gik værket i kommerciel drift.
Ved kernekraftværket ligger Clab (svensk: Centralt mellanlager för använt kärnbränsle), som åbnede i 1985. På det centrale mellemlager opbevares i 30-40 år brugt kernebrændsel fra alle svenske kernereaktorer, før det radioaktive affald bliver slutdeponeret.
Kernekraftværket og Clab ejes af Oskarshamnsverkets Kraftgrupp AB (OKG), som igen er ejet af E.ON med 54,5 procent og Fortum med 45,5 procent.

## Reaktorblokke
Kernekraftværket har i alt tre reaktorblokke. Oskarshamn 1 er i somme måder identisk med Ringhals 1. Oskarshamn 2 er identisk (mirror plant) med Barsebäck 1/2. Oskarshamn 3 er identisk (mirror plant) med Forsmark 3.
| Reaktorblok  | Type | Termisk effekt | Netto- ydelse | Byggestart | Net- tilslutning | Kommerciel drift | Lukket |
| ------------ | ---- | -------------- | ------------- | ---------- | ---------------- | ---------------- | ------ |
| Oskarshamn 1 | BWR  | 1375 MW        | 494 MW        | 1966       | 1971             | 1972             | 2017   |
| Oskarshamn 2 | BWR  | 1800 MW        | 625 MW        | 1969       | 1974             | 1975             | 2015   |
| Oskarshamn 3 | BWR  | 3300 MW        | 1200 MW       | 1980       | 1985             | 1985             |        |

## Reaktorproblemer
Den 2. august 2006 lukkede Oskarshamns atomkraftverk sine 2 ældste reaktorer, Oskarshamn 1 og 2  efter et "alvarlig" incident havde indtruffet på Forsmark atomkraftværk den 25. juli. Test havde vist, at reaktor 3 skulle kunne klare en lignende el-fejl, som det i Forsmark. Hvad reaktor 1 og 2 angik, kunne man ikke give nogle garentier, hvorfor de blev lukket ned. Etter gennemførte analyser og omkonstruktioner genstartede Oskarsham 2 den 29. september 2006, og Oskarshamn 1 den 23. januar 2007.
Den 21. maj 2008 blev en svejser opdaget ved indgangens security-check med spor af eksplosiver på en taske og sin hånd. Samme aften blev reaktor 1 lukket ned, så bombe-hold kunne afsøge anlægget. Medens politi-undersøgelser fortsatte, bekræftede politi-talsmand Sven-Erik Karlsson overfor TT nyhedsbureauet, at en svejser på vej ind på værket var blevet stoppet Onsdag morgen med en relativ lille mængde af en høj-eksplosiv substans.